# Karelinia
Karelinia là một chi thực vật có hoa trong họ Cúc (Asteraceae).

## Loài
Chi Karelinia gồm các loài: